# Ana Marcela Cunha
Ana Marcela de Jesus Soares da Cunha (23 de marzo de 1992, Salvador de Bahía) es una nadadora brasileña en aguas abiertas. Campeona del mundo en cinco ocasiones (2011, 2015, 2017, 2018 y 2019). En 2021, en los Juegos Olímpicos de Tokio ganó la medalla de oro de la  maratón acuática. Había obtenido, hasta 2022, 14 medallas en Campeonatos del Mundo de Natación, siendo 7 de oro, además de medallas y títulos en todas las competencias relevantes existentes.
En 2011 se consagró campeona mundial de los 25 km con un tiempo de 5.29:22, siendo la primera medalla de oro ganada por una nadadora brasileña en un mundial. El año anterior había logrado el bronce en los 5 km. Ese mismo año ganó el circuito de la Copa del Mundo de Natación en Aguas Abiertas y fue elegida la nadadora del año en aguas abiertas por la FINA.
Participó en los Juegos Olímpicos de Pekín en representación de Brasil. Terminó en la quinta posición de los 10 km con un tiempo de 1-59:36.8.
En 2012 logró por primera vez el oro en el Campeonato Sudamericano de Natación, ganando las pruebas de los 5 y 10 km.
En el Campeonato Mundial de Natación de 2013 celebrado en Barcelona, ganó la medalla de bronce en los 5 kilómetros en aguas abiertas, con un tiempo de 56:44,7.
En el Campeonato Mundial de Natación de 2015 celebrado en Kazán, ganó la medalla de bronce en los 5 kilómetros en aguas abiertas, la medalla de plata en los 5 km equipos, y la medalla de bronce en los 10 kilómetros.
En los Juegos Olímpicos de Tokio 2020 consiguió la medalla de oro en la prueba de 10 km.

## Palmarés internacional
| Juegos Olímpicos                 | Juegos Olímpicos        | Juegos Olímpicos  | Juegos Olímpicos  |
| Año                              | Lugar                   | Medalla           | Prueba            |
| -------------------------------- | ----------------------- | ----------------- | ----------------- |
| 2020                             | Tokio (Japón)           | Medalla de oro    | 10 km             |
| Campeonato del Mundo de Natación |                         |                   |                   |
| Año                              | Lugar                   | Medalla           | Prueba            |
| 2019                             | Gwangju (Corea del Sur) | Medalla de oro    | 5 km              |
| 2019                             | Gwangju (Corea del Sur) | Medalla de oro    | 25 km             |
| 2017                             | Budapest (Hungría)      | Medalla de oro    | 25 km             |
| 2017                             | Budapest (Hungría)      | Medalla de bronce | 5 km              |
| 2017                             | Budapest (Hungría)      | Medalla de bronce | 10 km             |
| 2015                             | Kazán (Rusia)           | Medalla de bronce | 10 km             |
| 2015                             | Kazán (Rusia)           | Medalla de oro    | 25 km             |
| 2015                             | Kazán (Rusia)           | Medalla de plata  | 10 km por equipos |
| 2013                             | Barcelona (España)      | Medalla de plata  | 10 km             |
| 2013                             | Barcelona (España)      | Medalla de bronce | 5 km              |
| 2011                             | Shanghái (China)        | Medalla de bronce | 5 km              |